# 13207 Тамаґава
13207 Тамаґава (13207 Tamagawa) — астероїд головного поясу, відкритий 10 квітня 1997 року.
Тіссеранів параметр щодо Юпітера — 3,591.
Названо на честь міста Тамаґава (яп. たまがわ(玉川) тамаґава).